# Nina Vedeneyeva
Nina Evguenievna Vedeneyeva (russe : Нина Евгеньевна Веденеева, 1er décembre 1882 - 31 décembre 1955) est une physicienne russe et soviétique impliquée dans l'étude des cristaux minéraux et de leur coloration. Elle reçoit le prix Staline et l'Ordre de Lénine pour ses études scientifiques et ses inventions. 

## Jeunesse
Nina Evguenievna Vedeneyeva naît le 1er décembre 1882 à Tiflis (capitale de la vice-royauté du Caucase, Empire russe) de Pelagueïa Ivanovna (née Avdeïeva) (russe : Пелагея Ивановна Авдеева) et Evgueni Lvovitch Vedeneïev (russe : Евгений Львович Веденеев). Nina a deux sœurs et un frère : Olga (née en 1880), musicienne ; Boris (1885-1946), ingénieur hydraulique et académicien et Maria (russe : Мария Евгеньевна Успенская-Веденеева, 1887-1958), architecte.  
Après avoir terminé ses études au Gymnasium, Vedeneyeva encouragée par son père, part étudier l'architecture en Belgique. À Liège, elle rencontre son futur époux, Leonid Sirotinski, et change ses projets pour entrer dans la même école que lui, à l'Institut électrotechnique de Liège. En janvier 1902, son père est assassiné et elle rentre chez elle jusqu'au printemps. Après une année d'études, Nina Vedeneyeva quitte l'école et, le 28 juillet 1903, elle épouse Leonid à l'église orthodoxe russe de Bruxelles. Lorsqu'il termine ses études, le couple part pour Nikolaïev, où leur fils, Evgueni, naît à la fin de l'année.

## Carrière
En 1907, Nina Vedeneyeva entre au département de chimie des Cours Bestoujev, établissement universitaire réservé aux jeunes filles. Elle obtient son diplôme de l'Académie des sciences de Russie en 1912 et passe son examen à l'Université impériale de Moscou en 1913. En 1914, elle commence à enseigner et à mener des recherches aux Cours Bestoujev et à l'l'institut des technologies fines chimiques de l'Université de Moscou. En 1916, elle réussit l'examen du département de mathématiques. Elle continue à enseigner d'abord la chimie, puis la radioactivité et la pédagogie jusqu'en 1919 à l'Université pédagogique d'État de Moscou. Le même année, elle divorce et part en vacances avec Evguenia Avramenko à Nikolaïev, où vit son fils. Dans l'impossibilité de rentrer à Moscou en raison de l'offensive des troupes blanches de Dénikine contre la ville, les deux femmes s'installent à Melitopol, la ville natale d'Avramenko, et enseignent au Gymnasium féminin.   
À partir de 1921, elles travaillent à l'Université des forêts d'État de Moscou. Nina Vedeneyva y enseigne la physique jusqu'à son transfert en 1925, avec Evguenia Avramenko, à Léningrad. L'année suivante, le fils de Nina Vedeneyva, Evgueni, étudiant à l'École technique supérieure de Moscou, est arrêté et inculpé en tant qu'ennemi de l'État pour avoir participé au scoutisme, une activité interdite. Après six mois au camp de prisonniers de Solovki, il est envoyé en exil à Glazov.  
En 1927, Olga Nikolaïevna Tsuberbiller, collègue de Nina Vedeneyeva, mathématicienne et auteur du manuel standard utilisé pendant des décennies dans les lycées de l'URSS, l'aide à obtenir les livres dont Evgueni a besoin pour terminer ses études de mathématiques. Il terminera son exil à Tver et se sera autorisé à retourner à Moscou qu'en 1931.   
En 1930, Nina Vedeneyeva devient chef du département de l'optique des cristaux à l'Institut de ressources minérales d'URSS de Moscou. L'année suivante, elle mène des recherches scientifiques à l'Institut d'État de recherche et de conception des métaux rares (Giredmet). Elle travaille sur certaines des premières études de dispersion anormale, étudiant la nature des colorations des cristaux transparents naturels et synthétiques.  

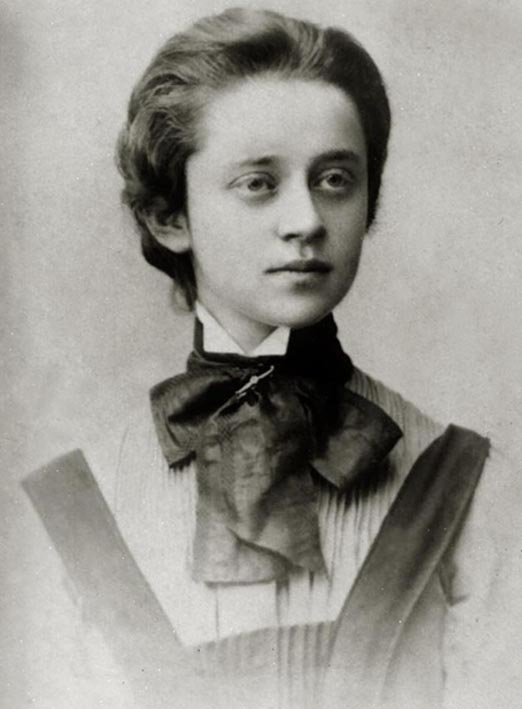
Sophia Parnok

En 1932, elle quitte l'appartement qu'elle avait partagé avec Evguenia Avramenko depuis 1918, pour emménager avec son fils et entamer une relation avec Sophia Parnok, grâce à Olga Tsuberbiller dont elle est la meilleure amie et colocataire.  
Entre janvier 1932 et août 1933, Sophia Parnok lui écrit trente poèmes en deux cycles, Ursa Major et Biens inutiles. C'est un journal lyrique de leur relation, ouvertement érotique adressé à son amante et utilisant pleinement le double sens pour narguer les censeurs potentiels. Sophia Parnok continue  à vivre avec Olga Tsuberbiller et Nina Vedeneyeva lui rend visite presque quotidiennement jusqu'à sa mort.  
La mort de Sophia Parnok en 1933 entraîne Nina Vedeneyeva dans la dépression. Elle essaie de se rétablir en voyageant seule à l'été 1934 en Arménie, en se retirant en 1936 au sanatorium (nom donné en URSS pour les établissements de repos pour les congés des travailleurs) près de Moscou, puis en faisant un autre voyage seule à Soudak. De retour à Moscou, elle termine son doctorat en sciences physiques et mathématiques en 1937 et, dès 1941, dirige la section optique de l'Institut des sciences géologiques de l'Académie des sciences d'URSS.  
Elle développe avec l'unité du génie de l'Armée Rouge une méthode de spectrophotométrie à utiliser sur le terrain contre le problème du masquage des couleurs dû aux défauts cristallographiques. À la fin de la guerre, en 1945, Nina Vedeneyeva est le superviseur du laboratoire des cristaux optiques de l'Institut de cristallographie. La même année, elle reçoit l'Ordre de l'Insigne d'honneur. 
Les recherches de Nina Vedeneyeva se poursuivent avec l'étude du quartz fumé. Elle évalue le processus d'absorption et de luminescence du quartz et leur corrélation avec ses propriétés thermoluminescentes. Elle évalue l'adsorption de colorants organiques sur les cristaux de thiazine et de nitrate de baryum, ainsi que sur le plomb et le strontium. Elle développe et conçoit des instruments qui ont amélioré les méthodes d'examen du cristal-optique et développé des méthodes pour classer et diagnostiquer les minéraux et argiles argileux trouvés dans les colorants organiques.  
En 1952, elle reçoit le Prix d'État de l'URSS de troisième classe pour ses inventions et l'amélioration des méthodes de production dans le domaine de l'exploration et de l'exploitation minière et, en 1954, l'Ordre de Lénine. 

## Mort et héritage
Nina Vedeneyeva meurt à Moscou le 31 décembre 1955, quelques mois après son amie Evguenia Avramenko. Ses méthodes de recherche et ses inventions ont été largement utilisées en géologie en Russie et à l'étranger. Les documents relatifs à ses travaux sont conservés à l'Institut des technologies fines chimiques de Université d'État de Moscou M.V. Lomonossov. 